# Akademische Zeitangabe

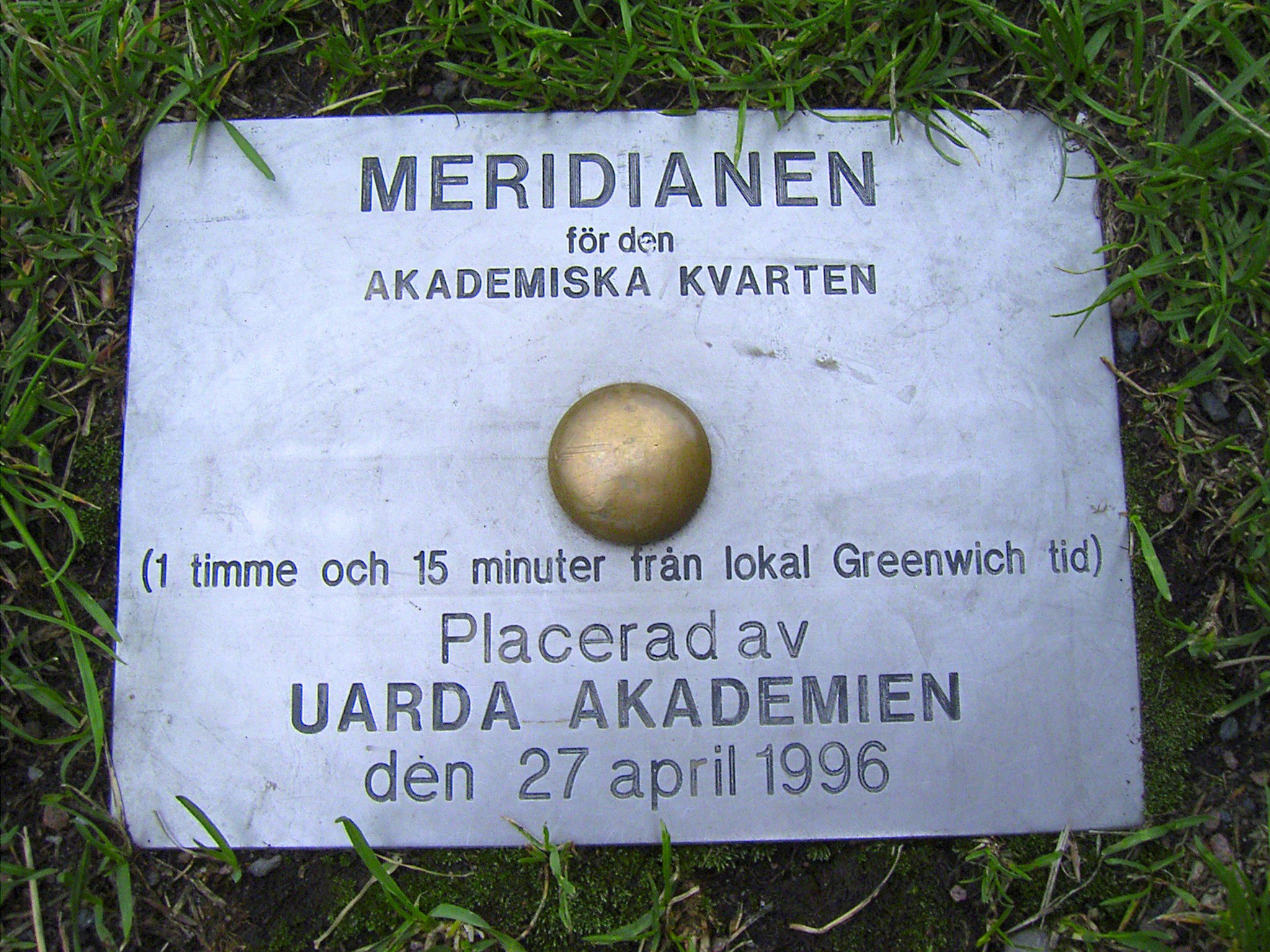
Vor der Universität Lund in Südschweden ist diese Meridian-Plakette zur scherzhaften Bestimmung des „akademischen Viertels“ eingelassen.

Akademische Zeitangaben sind die Darstellung einer Uhrzeit, bei der Termine eine Viertelstunde später beginnen als angegeben. Diese sind besonders an Wissenschaftlichen Hochschulen weit verbreitet („akademische Viertelstunde“ oder „akademisches Viertel“ bzw. „akademisches Quart“).

## Beschreibung
Als „akademisches Viertel“ bezeichnet man die Viertelstunde, die eine Veranstaltung an einer Hochschule später beginnt als im Vorlesungsverzeichnis angegeben. So fängt beispielsweise eine Vorlesung, die mit 9 Uhr c. t. (lat.: cum tempore ‚mit Zeit‘) angegeben ist, tatsächlich erst um 9:15 Uhr an. Falls eine Veranstaltung um 9:00 Uhr beginnen soll, wird die Uhrzeit üblicherweise mit 9 Uhr s. t. (lat.: sine tempore ‚ohne Zeit‘) angegeben. Die Angaben c. t. und s. t. können im Vorlesungsverzeichnis auch weggelassen werden, wenn die Praxis in der jeweiligen Hochschule bekannt und einheitlich geregelt ist.
Während das akademische Viertel in Skandinavien üblich ist, beginnen in den meisten anderen Ländern die Vorlesungen genau zum angekündigten Zeitpunkt. Auch in Österreich und in der Schweiz war das akademische Viertel früher üblich, mittlerweile beginnen die meisten Vorlesungen zum angekündigten Zeitpunkt. In Deutschland gibt es sowohl Hochschulen, an denen das akademische Viertel üblich ist, als auch solche, die grundsätzlich sine tempore beginnen. Es gibt keine systematischen Studien darüber, welches Vorgehen inzwischen üblicher ist.

## Ursprung
Über viele Jahrhunderte fand der Unterricht in den Privaträumen der Professoren statt, die verstreut in der Universitätsstadt lagen. Das wesentliche Zeitmaß in den Städten wurde nach dem Glockenschlag der Turmuhren und später dem Stundenschlag der Wanduhren bestimmt. Nach dem Stundenschlag hatten die Studenten noch Zeit, den Weg zu den Lehrveranstaltungen zurückzulegen.
In einigen Lehrveranstaltungen kam die Rekapitulation hinzu, also die Wiederholung des Stoffs der letzten Vorlesung, bevor der neue Stoff eingeführt wurde. So konnten Studenten, welche die vorherige Vorlesung bereits aufmerksam gehört hatten und die Wiederholung nicht benötigten, eigenständig eine Viertelstunde später erscheinen.

## Schreibweise am Beispiel von 9 Uhr
- 9 Uhr sine tempore (dt. ohne Zeit) (abgekürzt: 9 Uhr s. t. oder 9 h st) = 9:00 Uhr
- 9 Uhr cum tempore (dt. mit Zeit) (abgekürzt: 9 Uhr c. t. oder 9 h ct) = 9:15 Uhr
- 9 Uhr magno cum tempore (dt. mit viel Zeit) (abgekürzt: 9 Uhr m. c. t. oder 9 h mct) = 9:30 Uhr[5]
- 9 Uhr maximo cum tempore (dt. mit größter Zeit) (abgekürzt: 9 Uhr mm. c. t. oder 9 h mmct) = 9:45 Uhr[3]

Die letzten beiden Angaben findet man heute in der Praxis nur noch selten. Die hierbei allerdings ebenfalls häufig verwendete Form magna cum tempore sowie das seltene maxima cum tempore sind grammatikalisch falsch, da tempus ein Neutrum der konsonantischen Deklination ist und der Ablativ von magnus bzw. maximus daher eben magno bzw. maximo lautet.

## Erweiterung des Begriffs
An vielen Hochschulen, an denen die c. t.-Praxis verbreitet ist, endet die Veranstaltung auch eine Viertelstunde vor dem im Vorlesungsverzeichnis angegebenen Zeitpunkt. Das ist dann der Fall, wenn die Veranstaltungen im Vorlesungsverzeichnis mit zwei Zeitstunden (z. B. von 8 Uhr bis 10 Uhr c. t.) angegeben sind. Da Vorlesungen in der Regel nur 90 Minuten dauern, ergeben sich daher Pausen von 15 Minuten jeweils vor und nach der Veranstaltung. Entsprechend wird jedoch für solche Veranstaltungen, die mit nur einer Zeitstunde angegeben werden, nur die Viertelstunde zu Beginn hinzugefügt, sodass eine „halbe“ Vorlesung von bspw. 8 Uhr bis 9 Uhr c. t. effektiv von 8:15 Uhr bis 9 Uhr andauert.
In manchen Hochschulen ist es zudem üblich, innerhalb der Veranstaltung von 90 Minuten eine Pause von 15 Minuten einzuschalten, was das Ende der Veranstaltung zum angegebenen Zeitpunkt aber nicht verzögert. Diese Pause liegt im Ermessen der Lehrenden.